# سياسة إستونيا
تحدث سياسة إستونيا في إطار جمهورية ديمقراطية تمثيلية برلمانية، حيث يكون رئيس وزراء إستونيا هو رئيس الحكومة، وبنظام متعدد الأحزاب. تناط السلطة التشريعية في البرلمان الإستوني. وتمارَس السلطة التنفيذية من قبل الحكومة التي يرأسها رئيس الوزراء. السلطة القضائية مستقلة عن السلطتين التنفيذية والتشريعية. إستونيا عضو في الأمم المتحدة والاتحاد الأوروبي وحلف شمال الأطلسي.

## لمحة تاريخية
صدر إعلان الاستقلال الإستوني في 21 فبراير 1918. شكّلت الجمعية التأسيسية الإستونية جمهورية برلمانية واعتُمد أول دستور لإستونيا في 15 يونيو 1920. انتخب برلمان إستونيا (مجلس الدولة) رئيس الدولة (بالإستونية: ريغيفانيم) الذي يعمل بصفته رئيس الحكومة ورئيس الدولة. خلال عصر الصمت، حُظرت الأحزاب السياسية ولم ينعقد البرلمان بين عامي 1934 و 1938 لأن البلاد كانت قد حُكمت بمرسوم من قسطنطين باتس الذي انتُخب فكان أول رئيس لإستونيا في عام 1938. في عام 1938 اعتُمد دستور جديد وانعقد برلمان إستونيا مرة أخرى، هذه المرة ببرلمان من مجلسين، إذ يتألف من ريغيفوليكوغو (المجلس الأدنى) وريغينوكوغو (المجلس الأعلى)، كلاهما يعني مجلس الدولة في الترجمة المباشرة. في عام 1940، احتل الاتحاد السوفيتي إستونيا. وسرعان ما تبعه الاحتلال الألماني 1941-1944. خلال فترة الاحتلالين، أُزيلت من السلطة المؤسسات القانونية المنتخَبة وفقًا للدستور الإستوني. في سبتمبر 1944، بعد رحيل القوات الألمانية، استُعيدت السلطة القانونية لفترة وجيزة، إذ شكّل أوتو تيف حكومة جديدة وفقًا لدستور عام 1938. استمرت حكومة تيف مدة 5 أيام فقط، إذ احتل الاتحاد السوفيتي إستونيا مرة أخرى. في عام 1991، استُعيدت جمهورية إستونيا على أساس اعتماد دستور قبل عام 1938، مع موافقة الشعب على دستور جديد في عام 1992. أعلنت إستونيا الاستقلال في عام 1991 ما أدى إلى الانتقال من اقتصاد اشتراكي للدولة إلى اقتصاد السوق الرأسمالي. في 1 مايو 2004، قُبلت إستونيا في الاتحاد الأوروبي.

## المؤسسات
يوفّر دستور إستونيا إطار عمل المؤسسات السياسية في إستونيا. يتبع الدستور مبدأ الفصل بين السلطات. يمارس البرلمان السلطة التشريعية، وتمارس الحكومة السلطة التنفيذية وتمارس المحاكم السلطة القضائية. تُعرَّف كل مؤسسة بشكل أوسع من خلال القوانين التشريعية الخاصة بها.

### البرلمان

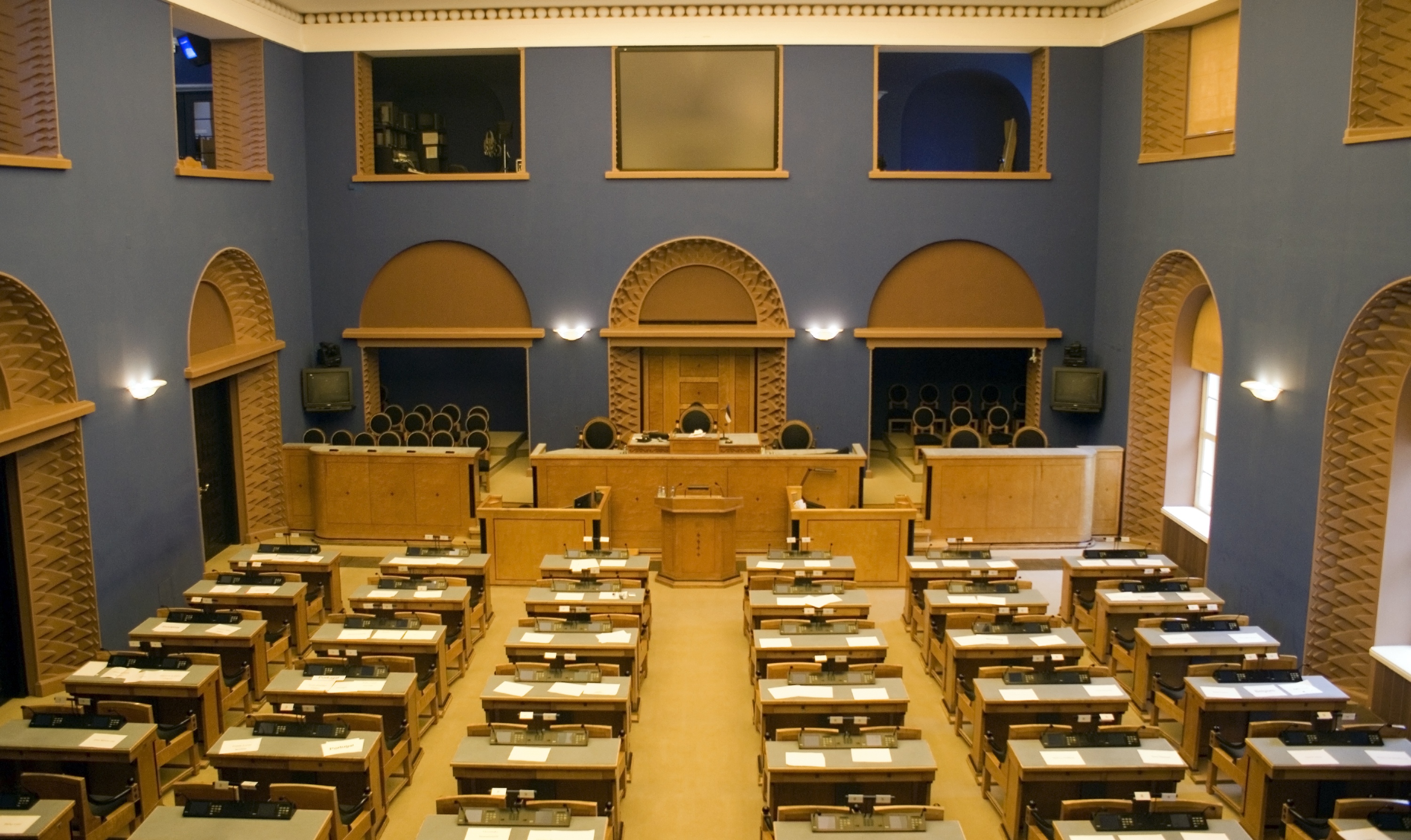
البرلمان الإستوني في تالين

البرلمان هو السلطة التشريعية التمثيلية لجمهورية إستونيا. ويتألف من الأعضاء الذين يبلغ عددهم 101، والذين يُنتخبون في انتخابات حرة مدة أربع سنوات وفقًا لمبدأ التمثيل النسبي. يُنسَّق عمل البرلمان من قبل هيئة الريغيكوغو التي يرأسها رئيس الريغيكوغو وتنتخَب مدة عام واحد. هناك أيضًا الفصائل داخل البرلمان التي تقوم بتنفيذ برامج أحزابها السياسية. تدعم عملَ البرلمان لجانٌ مختلفة يعمل فيها أعضاء من الفصائل. هم يعدّون مشاريع القوانين ويمارسون الرقابة البرلمانية على مجالات نشاطهم. تكلَّف مستشارية الريغيكوغو بخدمة البرلمان. يرأسها الأمين العام للريغيكوغو الذي تعينه هيئة الريغيكوغو. تتم الموافقة على التشريعات بتصويت الأغلبية المفتوح. النصاب القانوني للبرلمان منصوص عليه في القواعد الإجرائية للريغيكوغو وقانون القواعد الداخلية.
يجوز الترشّحُ لانتخابات برلمان إستونيا لمواطني إستونيا الذين يبلغون من العمر 21 عامًا على الأقل والذين يحق لهم التصويت. يحق للمواطنين الذين لا تقل أعمارهم عن 18 عامًا ولم يُدانوا بارتكاب أي جريمة جنائية المشاركةُ في التصويت لبرلمان إستونيا. يدعو رئيس الجمهورية إلى الانتخابات. بعد انتخاب البرلمان، يعقد رئيس الجمهورية الجلسة الأولى، فيؤدي أعضاء البرلمان قسم تولّي المنصب ثم ينتخبون رئيس البرلمان ونوابه. بعد انتخاب الرئيس ونواب الرئيس، الذين يرشّحهم أعضاء البرلمان، يعلن رئيس الوزراء استقالة الحكومة حتى يتسنّى للحكومة الجديدة أن تحلّ محلها. تحدَّد إجراءات الانتخابات في قانون انتخابات الريغيكوغو.

### رئيس الدولة
الرئيس هو رئيس الدولة في جمهورية إستونيا ويشغل منصب الممثل الأعلى للدولة. علاوة على ذلك، يمكن أن يكون للرئيس مشاركة محدودة في التشريع من خلال إصدار المراسيم والقرارات والتوجيهات. تدير حكومة الجمهورية التشريعات الرئاسية. بالإضافة إلى ذلك، يمكن للرئيس أن يرفض إصدار قانون ما ويعيده إلى البرلمان لمراجعته. يساعد الرئيسَ مكتبُ الرئيس الذي يديره مدير مكتب الرئيس. هناك أيضًا العديد من المؤسسات الخاضعة لولاية الرئيس. وهي تشمل: المجلس الاستشاري الأكاديمي للرئيس، والطاولة المستديرة حول التنمية الإقليمية، ومعهد الذاكرة الإستونية، والمؤسسة الثقافية للرئيس، وجمعية التعاون الإستونية، ومجلس الدفاع الوطني. تحدَّد ولاية الرئيس من خلال قانون إجراءات عمل رئيس الجمهورية.
ينتخب برلمان إستونيا الرئيس مدة خمس سنوات، ولكن ليس لأكثر من فترتين. إذا لم يحصل البرلمان على ثلثي الأصوات على الأقل بعد ثلاث جولات من الاقتراع، فإن المجمع الانتخابي (المكوّن من البرلمان وممثلي مجالس السلطات المحلية) ينتخب الرئيس، ويختار بين المرشحَين بأكبر نسبة مئوية من الأصوات. يُرشَّح المرشح الرئاسي بدعم خُمس أعضاء البرلمان على الأقل. يجب أن يكون المرشَّحون مواطنين إستونيين بالمولد ولا تقل أعمارهم عن 40 عامًا. إجراءات انتخاب الرئيس منصوص عليها في قانون انتخاب رئيس الجمهورية. يمكن لرئيس الريغيكوغو أيضا أداء واجبات رئيس الجمهورية في الحالات المبينة في الدستور.

### الحكومة
حكومة الجمهورية هي السلطة التنفيذية لجمهورية إستونيا. تتمثل مهمتها الرئيسية في حكم الدولة وتنفيذ السياسات. وهي تتألف من رئيس وزراء إستونيا والوزراء الذين يعملون أيضًا كممثلين في مجلس الاتحاد الأوروبي. رئيس الوزراء هو رئيس الحكومة الذي يمثل المؤسسة ويدير أنشطتها. تدير عدة وزارات مجالات الحكومة المختلفة، ويترأس وزيرٌ كلًا منها. تنقسم الوزارات إلى الإدارات والأقسام والمكاتب. يدير أعمال الوزارة أمين عام، بناء على توصية من الوزير، وتعيّنه الحكومة. تمارَس السلطة التنفيذية أيضًا من قبل الوكالات التنفيذية وهيئات التفتيش تحت سلطة الوزارة. يساعد حكومةَ الجمهورية مكتبُ الحكومة الذي يقوده وزير الدولة. يقوم رئيس الوزراء بتعيين وزير الدولة. ينظِّم قانون حكومة الجمهورية أنشطة الحكومة وتنظيمها.
بعد تعيين البرلمان، يرشّح الرئيس رئيس الوزراء، ثم يقرر البرلمان ما إذا كان سيفوّض المرشَّح بتشكيل الحكومة. في حال الموافقة، يقدّم المرشَّح قائمة بأعضاء الحكومة إلى الرئيس الذي يعين الحكومة في غضون ثلاثة أيام. تتولى حكومة الجمهورية المنصب بأداء اليمين أمام البرلمان

### المصرف المركزي
مصرف إستونيا هو المصرف المركزي لجمهورية إستونيا. وتتمثل مهمته في الحفاظ على استقرار النظام المالي الإستوني. وهو يدير تداول العملة، وينفّذ السياسة النقدية، ويسدي المشورة للحكومة ويقدم التقارير للبرلمان. ومع ذلك، يعمل بشكل مستقل عن الوكالات الحكومية الوطنية الأخرى. وهي عضو في نظام البنوك المركزية الأوروبي وقد يتلقى تعليمات من المصرف المركزي الأوروبي. يشرف عليه مجلس الإشراف الذي يضم رئيسًا وسبعة أعضاء. يوصي الرئيس برئيس مجلس الإشراف ويعينه البرلمان مدة خمس سنوات. يرأس مصرفَ إستونيا محافظُ مصرف إستونيا، الذي يوصي به مجلس الإشراف ويعينه الرئيس مدة خمس سنوات، ولكن ليس لأكثر من فترة واحدة تالية. المحافظ هو أيضًا رئيس المجلس التنفيذي الذي يكون مسؤولًا عن التخطيط لعمل المؤسسة وتنظيمه. علاوة على ذلك، يمثّل المحافظ جمهورية إستونيا في مجلس محافظي صندوق النقد الدولي. يخضع مصرف إستونيا لقواعد السرية الصارمة فيما يتعلق بالأسرار المصرفية. يتولّى قانون مصرف إستونيا تنظيم مصرف إستونيا وأنشطته.